# Николаевка (станция)
Николаевка — узловая железнодорожная станция на Митьковской соединительной ветви Московской железной дороги в Москве. Входит в Московско-Горьковский центр организации работы железнодорожных станций ДЦС-8 Московской дирекции управления движением. По основному характеру работы является пассажирской технической, по объёму работы — внеклассной.
Является передаточной между Московской железной дорогой и Октябрьской железной дорогой: имеется электрифицированный стрелочный съезд на станцию Москва-Товарная главного хода ОЖД (в сторону Санкт-Петербурга), находится около Крестовского путепровода.
Расположена на участках обслуживания Московско-Рязанской дистанции пути ПЧ-5; Люберецкой дистанции электроснабжения ЭЧ-16; Перовской дистанции сигнализации, централизации и блокировки ШЧ-6. Выполняет операции по подготовке составов к рейсам: технического обслуживания, ремонта и экипировки пассажирских вагонов и вагонов-ресторанов, формирования/расформирования пассажирских составов из приписных вагонов, подаче/уборке пассажирских составов на Казанский вокзал, отстою пассажирских составов в ожидании отправления.

## История станции
Станция Николаевка (название по стыку с Николаевской железной дорогой) открыта после сооружения соединительной линии от станции Москва-Товарная-Рязанская, введённого в 1862 году в постоянную эксплуатацию участка Москва — Коломна Общества Московско-Рязанской железной дороги, к Петербурго — Московской железной дороге в 1863 году, позднее названной Митьковской соединительной линией. Являлась узловой на этом участке Рязанского направления по пути для доставки грузов на Санкт-Петербург.
В 2006 году на Митьковской соединительной ветви был электрифицирован один путь для пропуска транзитных пассажирских поездов следующих на/из Санкт-Петербурга. На Николаевке это самый южный путь.

## Путевое развитие
Станция Николаевка относится к участковой станции продольного типа с параллельным расположением приемо-отправочных и сортировочных путей
Путевое развитие станции — 48 путей, разделённых на два парка: приёмо-отправочный и сортировочный. Из них электрифицирован I главный путь. Все пути оборудованы системой АЛСН.

## Движение поездов через станцию
На станции имеют техническую остановку поезда дальнего следования на/из Санкт-Петербурга следующие по Митьковской соединительной ветви на Рязань и Вековку.
Расписание поездов на станции
В графике 2008 года сократилось время в пути двух поездов, идущих транзитом через Москву из Санкт-Петербурга на юг. Ночью, когда движение на Московском железнодорожном узле наименее интенсивно, пассажирские поезда с Октябрьской железной дороги стали проходить через станцию Николаевка прямиком на Рязанское направление Московской железной дороги. Это позволило сократить время в пути как минимум на два-три часа, а также разгрузить Большое кольцо Московской железной дороги от несвойственного ему пассажирского движения.

## Маневровая работа
Выполняются маневровые операции по формированию/расформированию пассажирских составов из приписных вагонов, подаче/уборке пассажирских составов на станцию Москва-Пассажирская-Казанская, а также по расформированию-формированию сборных и участковых поездов.
Маневровую работу на станции выполняют тепловозы ЧМЭ3 приписки депо ТЧ-6 Москва-Сортировочная.

## Местная работана станции
Грузовые и пассажирские операции не производятся.
Пункт смены локомотивных бригад.
Составы поездов со станции Москва-Пассажирская-Казанская по Митьковской соединительной ветви прибывают в парк приёма, где после технического и санитарного осмотра, а также очистке вагонов при необходимости переформировывают. Составы направляют в моечную машину, и переставляют затем в ремонтно-экипировочное депо ЛВЧД-4 для ремонта ходовых частей и внутреннего оборудования вагонов. Выполняют зарядку аккумуляторов, влажную уборку, техническую и санитарную проверку вагонов, обеспечивают их водой и осуществляют снабжение вагонов-ресторанов. После этого составы переставляют в парк отправления готовых составов до подачи на перронные пути Казанского вокзала под посадку пассажиров.

## Вагонное депо ЛВЧД-4 «Николаевка»
На станции расположено пассажирское вагоноремонтное депо ЛВЧД-4 — Николаевка. В эксплуатационном депо Николаевка числится около 1460 проводников, а действующих всего 1170 при потребности на объём выполняемой работы 2512.